# Cantone di Saint-Mamert-du-Gard
Il Cantone di Saint-Mamert-du-Gard era una divisione amministrativa dell'arrondissement di Nîmes.
A seguito della riforma approvata con decreto del 24 febbraio 2014, che ha avuto attuazione dopo le elezioni dipartimentali del 2015, è stato soppresso.

## Composizione
Comprendeva i comuni di:
- Caveirac
- Clarensac
- Combas
- Crespian
- Fons
- Gajan
- Montagnac
- Montmirat
- Montpezat
- Moulézan
- Parignargues
- Saint-Bauzély
- Saint-Côme-et-Maruéjols
- Saint-Mamert-du-Gard